# Althaea octaviae
Althaea octaviae là một loài thực vật có hoa trong họ Cẩm quỳ. Loài này được Evenari mô tả khoa học đầu tiên năm 1940.